# Réka Klein
Réka Klein (* 1989 in Urexweiler, auch Reka Klein) ist eine deutsche Politikerin (SPD). Seit 2022 ist sie Abgeordnete im Landtag des Saarlandes.
Sie ist Ergotherapeutin und war vor ihrem Mandat im Jugendbüro in Marpingen tätig.

## Politik
Bei der Landtagswahl im Saarland 2022 erhielt sie ein Abgeordnetenmandat im Landtag des Saarlandes. Sie wurde über die Landesliste ihrer Partei in den Landtag gewählt.
In der Wahlperiode 17 des saarländischen Landtages wirkt sie in den Ausschüssen ASFG (Arbeit, Soziales, Frauen und Gesundheit), Petition/Eingaben, Europa und IPR (Interregionaler Parlamentarierrat) mit. Sie ist die sozialpolitische Sprecherin der SPD-Landtagsfraktion und stellvertretende Ausschussvorsitzende des Ausschusses für Arbeit, Soziales, Frauen und Gesundheit.
Bei den Kommunalwahlen im Juni 2024 trat sie als Landratskandidatin der SPD für den Landkreis Sankt Wendel an und erreichte mit 25,4 % den zweiten Platz hinter dem mit 65,2 % wiedergewählten Udo Recktenwald (CDU).